# Stazione di Pierrefitte - Stains
La stazione di Pierrefitte - Stains (in francese Gare de Pierrefitte - Stains) è una stazione ferroviaria situata nel comune di Pierrefitte-sur-Seine, nel dipartimento della Senna-Saint-Denis. Serve anche la limitrofa cittadina di Stains.
È servita anche dalla linea 11 del tram dell'Île-de-France.

## Storia
La stazione fu inaugurata il 10 maggio 1859 dalla Compagnie des chemins de fer du Nord.

## Movimenti
La stazione è servita dai treni della Linea RER D e da quelli del Transilien.